# StarCraft: Brood War
StarCraft: Brood War est une extension du jeu vidéo de stratégie en temps réel StarCraft. Codéveloppé par Saffire Corporation et Blizzard Entertainment, le jeu est commercialisé aux États-Unis le 30 novembre 1998 sur les systèmes d'exploitation Windows et Mac OS. Cette extension introduit une nouvelle campagne, de nouveaux environnements et de nouvelles unités et des améliorations pour chaque race du jeu. La campagne continue l’histoire racontée dans StarCraft, la suite du jeu StarCraft II: Wings of Liberty prenant place plusieurs années après les événements de Brood War. Le jeu est bien reçu par les critiques, les journalistes spécialisés vantant le fait que l’extension ait été développée avec autant de soin qu’un jeu complet plutôt que comme un simple ajout. Le 31 mai 2007, StarCraft et Brood War s’étaient vendus à plus de dix millions d’exemplaires combinés. Le jeu est particulièrement populaire en Corée du Sud où des joueurs et des équipes professionnels participent à des matchs télévisés et obtiennent d’importants contrats de sponsoring.

## Trame

### Univers
StarCraft: Brood War prend place dans l’univers de science-fiction de StarCraft. L’action de la série se déroule dans une zone de la Voie lactée appelée secteur Koprulu. Les Terrans exilés de la Terre sont gouvernés par un état appelé la Confédération. L'autorité de la confédération est contestée par plusieurs groupes de rebelles.
En décembre 2499, la situation évolue brusquement. Les Protoss, une race extraterrestre, disposant de technologies et de pouvoirs psioniques très avancés, entre en contact avec l’humanité en détruisant une colonie de la Confédération. Les Terrans découvrent alors qu’une seconde race d’extraterrestres, les Zergs, est en train d’envahir plusieurs autres colonies. Les Protoss détruisent uniquement les planètes touchées par cette invasion. Un intense conflit éclate alors. Il culmine à la fin du jeu StarCraft lorsque le Maître-esprit Zerg est tué sur Aiur, le monde natal des Protoss.
Sans le contrôle du Maître-esprit, les forces Zergs se dispersent sur Aiur. Les Cérébrats, les généraux Zergs, tentent alors de reprendre le contrôle de l’Essaim. Mais la découverte de vie extraterrestre dans le secteur de Koprulu incite le puissant Directoire de la Fédération terrienne à s'impliquer dans le conflit : il envoie une force expéditionnaire pour sécuriser le secteur afin d’empêcher ces créatures d’atteindre la Terre. StarCraft: Brood War commence deux jours après la conclusion de StarCraft,.

### Personnages
Au cours de la campagne de StarCraft: Brood War, le joueur est amené à diriger les trois différentes races. Dans la première partie, le joueur commande la flotte Protoss. Il est sous les ordres d’Artanis qui est désormais associé au Templier noir Zeratul pour sauver son peuple. Dans leur combat, ils sont rejoints par le rebelle Jim Raynor et par la matriarche des Templiers noirs Raszagal. Dans la deuxième partie, le joueur incarne un capitaine du Directoire de la Fédération Terrienne lancé vers le secteur Koprulu pour sécuriser celui-ci en renversant l’empereur Arcturus Mengsk. Il est sous les ordres de l’amiral Gérard DuGalle et du vice-amiral Alexei Stukov. Il est également assisté par Samir Duran, un mystérieux espion dissident du Dominion. Dans la troisième et dernière partie, le joueur assume le rôle d’un Cérébrat. Il suit les instructions de Sarah Kerrigan, une Terran infestée par les Zergs lors de la campagne de StarCraft,.

### Scénario
Le scénario de StarCraft: Brood War est présenté dans le manuel du jeu. 
Il est enrichi par les conversations entre les différents protagonistes lors des phases d’explications ou au cours des missions. Des cinématiques illustrent également le scénario à des points clefs de l’histoire. La campagne du jeu est divisée en trois parties correspondant chacune à l’une des races.

#### Le sauvetage des Protoss
À la suite de l’invasion de leur monde natal d’Aïur par les Zergs, les Protoss se retrouvent très affaiblis. Ils n’ont d’autre choix que d’évacuer la planète via un portail menant à Shakuras, le monde des Templiers noirs. Là, le commandant Protoss Artanis se met sous la protection de Raszagal, la matriarche des Templiers noirs. Mais, dans leur malheur, les Protoss ont entrainé dans leur sillon une partie de l’armée Zerg. Raszagal propose alors à son nouvel allié d’activer un temple de l'ancienne civilisation Xel'Naga. Selon les légendes Protoss, celui-ci serait capable d’éradiquer tous les Zergs présents sur la planète. Accompagné par le Templier noir Zeratul, le commandant Artanis part donc à la recherche des deux clés d’activation du temple. Dans leur quête, les deux Protoss sont aidés par Sarah Kerrigan, une humaine contaminée par les Zergs. Parvenus à leur fin, ils activent le portail qui élimine les Zergs, mais qui ravage également toute la planète.

#### Terriens contre Terrans
À leur tour, les Terrans se retrouvent en grande difficulté. En effet, les Terriens ont été avertis de la présence des Zergs dans le secteur de Koprulu. Ils ont décidé d’agir en envoyant une puissante flotte sur place. Cette armée est commandée par l’amiral Gérard DuGalle et le vice-amiral Alexeï Stukov. Ils ont reçu officiellement ordre d’éradiquer la menace Zerg mais aussi officieusement d’imposer un protectorat terrien sur l’ensemble du secteur. Leur contact sur place est Samir Duran, un opposant au régime du Dominion. Celui-ci apprend aux chefs terriens l’existence d’un « émetteur psi » dans l’ancienne capitale de la Confédération Tarsonis destiné à prendre le contrôle de l’essaim zerg.
Après avoir récupéré l’appareil, les forces terriennes tournent leur attention vers l’empire du Dominion. Très supérieurs en nombre, les Terriens parviennent sans mal à s’emparer de Korhal, la planète capitale où réside l’empereur Mengsk. Le monarque arrive cependant à s’échapper grâce à l’intervention d’un autre de ses opposants, le marshal Jim Raynor. Stukov et Duran se lancent alors à leurs trousses. Pendant la traque, Duran révèle sa vraie nature : il est un traître à la solde de Sarah Kerrigan. Il manigance pour obtenir l'élimination de Stukov puis s’enfuit. Pendant ce temps, DuGalle continue sa mission. Il attaque Char et prend le contrôle du nouveau Maître-esprit qui s’y développe grâce à l’« émetteur psi ».

#### L’unification des Zergs
Depuis la mort du premier Maître-esprit, Sarah Kerrigan a retrouvé une certaine liberté. Depuis lors, elle agit dans l’ombre pour devenir la nouvelle dirigeante des Zergs. De leur côté, les Cérébrats s’unissent pour créer un nouveau Maître-esprit sur la planète Char. Kerrigan s’allie alors avec les Protoss d’Artanis contre les Zergs, puis avec les Terrans de Jim Raynor contre les Terriens. Avec ses associés, elle lance une vaste offensive contre la planète Khoral pour y détruire l’émetteur psi.
Cependant, une fois son objectif atteint, Kerrigan trahit ses alliés en les attaquant par surprise. Elle se rend ensuite sur Shakuras où elle enlève la matriarche Protoss pour contraindre le Templier noir Zeratul à collaborer avec elle. Elle lui donne pour mission de s’infiltrer sur Char et de détruire le nouveau Maître-esprit. Zeratul remplit sa part de contrat. Mais, Kerrigan a encore joué un jeu de dupe : elle a contaminé Raszagal pour en faire une Zerg. Le Templier noir, fou de douleur, est obligé de tuer sa matriarche avant que son infection ne soit achevée.
De son côté, Kerrigan retourne sur Char pour devenir la nouvelle maîtresse suprême des Zergs. Malheureusement, elle n’a pas le temps de se réjouir que déjà, elle est attaquée. Les Terriens de DuGalle, les Terrans de Raynor et de Mensk ainsi que les Protoss d’Artanis ont conclu une trêve générale. Tous se sont en effet unis pour l'éliminer au plus vite. Mais les forces de l’Essaim parviennent à résister puis à reprendre l’ascendant. La flotte Terrienne est entièrement anéantie, Raynor, Mensk et Artanis doivent fuir pour sauver leur peau. La victoire de Kerrigan est alors totale.

## Système de jeu
StarCraft fait intervenir trois différentes espèces : les Protoss, les Terrans et les Zergs. Le joueur doit collecter des ressources pour développer sa base et produire des troupes armées pour parvenir à défaire ses ennemis. Le système de jeu de Brood War n’est pas radicalement différent de celui du jeu original. Il introduit cependant des ajustements sur le coût de certaines unités, ou des modifications visant à améliorer l’équilibre du jeu. Ces changements rendent les techniques de ruée – dont la trop grande puissance était parfois critiquée dans StarCraft – moins efficaces. La campagne solo du jeu voit sa difficulté augmenter : les missions ne sont plus aussi linéaires et demandent de se focaliser davantage sur l’aspect stratégique du jeu. De plus, l’intelligence artificielle a été améliorée,.
Brood War introduit sept nouvelles unités. Chaque race a accès à une nouvelle unité terrestre. Les Zergs peuvent maintenant créer une unité capable d’attaquer lorsqu’elle est enterrée. Les Terrans possèdent désormais des médecins capables de soigner les unités organiques,. Les Protoss peuvent eux produire des Templiers noirs, une unité de corps à corps qui reste en permanence invisible. Deux Templiers noirs ont la possibilité de fusionner pour obtenir un puissant lanceur de sort capable notamment de voler une unité adverse. Chaque race dispose également d'une nouvelle unité volante spécialisée dans l’anti-aérien. Pour les Zergs, ce sont les Dévoreurs, des monstres volants qui lancent des giclées d'acide corrosif. Les Terrans sont renforcés par des Valkyries, des chasseurs anti-aériens disposant de missiles surpuissants. Les nouveaux vaisseaux Protoss, eux, se nomment les Corsaires. Ils ont la particularité de rendre inopérants tous les types d'unités terrestres.

## Développement
Après la sortie de StarCraft, deux extensions autorisé par Blizzard sont sorties. Le développement de Brood War commence peu après la sortie de StarCraft en 1998. Il est annoncé après la sortie des deux premières extensions Blizzard Entertainment, Insurrection et Retribution. Une grande partie de l’équipe ayant travaillé sur StarCraft continue sur Brood War. Pour cela ils sont assistés par les membres de Saffire Corporation pour réaliser certaines tâches comme la programmation et la conception de niveaux, de visuels et d’effets sonores. D’après le producteur du jeu Shane Dabiri, Brood War doit améliorer la cohérence entre le système de jeu et le scénario. Il note par exemple que l’équipe de développement a ajouté des scripts permettant de créer des événements intervenant au cours d’une mission comme dans le jeu Final Fantasy. Dabiri explique également que les objectifs des missions reflètent de façon plus interactive le scénario. Le joueur se voit offrir diverses options tactiques et a moins souvent comme objectif de simplement détruire les ennemis. Bien que prévue à l’origine pour octobre 1998, la sortie du jeu est repoussée à novembre,.
Comme dans StarCraft, un exemple de campagne destinée à montrer les méthodes de création d’une campagne personnalisée pour Brood War est disponible. Cet exemple, nommé Enslavers: Dark Vengeance suit les actions d’un Templier noir, Ulrezaj, tentant de repousser le Khalai – le gouvernement Protoss – de sa planète natale Shakuras. Le joueur, aidé de Zeratul, tente de l’en empêcher. Enslavers: Dark Vengeance n’est cependant pas disponible dans le jeu vendu en magasin et doit être téléchargé sur Battle.net.

## Accueil
| StarCraft : Brood War   |      |       |
| Média                   | Pays | Notes |
| AllGame                 | US   | 4/5   |
| Game Revolution         | US   | B-    |
| The Cincinnati Enquirer | US   | 3.4/4 |
| Jeuxvideo.com           | FR   | 17/20 |
| Computer Gaming World   | US   | 5/5   |
| Gen4                    | FR   | 4/5   |
| Joystick                | FR   | 80 %  |
| GameSpot                | US   | 91 %  |
| IGN                     | US   | 80 %  |
| PC Zone                 | UK   | 89 %  |
| Compilations de notes   |      |       |
| MobyGames               | US   | 87 %  |
| GameRankings            | US   | 96 %. |

StarCraft: Brood War a été majoritairement bien accueilli par les critiques comme le montrent les scores de 96 % et 87 % obtenus sur les sites GameRankings et MobyGames,. Cependant, toute la presse spécialisée ne fait pas un tel éloge du jeu. Le 31 mai 2007, plus de dix millions de copies de StarCraft et de son extension ont été vendues.

### Critiques positives
Le magazine mensuel britannique PC Zone écrit sur Brood War une courte mais flatteuse critique, décrivant l’extension comme méritant définitivement d’avoir été attendue. Le magazine considère que l’ajout des nouvelles unités et l’amélioration de l’équilibre du jeu a transformé un jeu correct en un très bon jeu. PC Zone fait également l’éloge des cinématiques qui « s’inscrivent dans l’histoire plus qu’elles ne constituent un simple ajout ».
Le site internet de jeux vidéo GameSpot a un avis sur le jeu très positif et explique que Brood War contient tous les ingrédients d’une véritable suite et qu’il revitalise le jeu original. Le site anglophone fait l’éloge des modifications a priori mineures de l’équilibrage du jeu qui se révèlent signifiantes dans les faits pour un résultat impressionnant, mais regrette néanmoins que l’interface n’ait pas évolué. GameSpot met également en avant la qualité des musiques et des effets sonores, notant en particulier que le doublage est très convaincant. La campagne est décrite comme captivante du début à la fin bien qu’étant moins innovante dans les dernières missions du jeu. GameSpot termine en affirmant que Brood War est un digne successeur de StarCraft et l'une des meilleures extensions d’un jeu vidéo sur PC de tous les temps. Brood War est ainsi récompensé du titre de « meilleure extension ».
Le journal régional américain The Cincinnati Enquirer fait l’éloge de l’effort mis dans le développement de l’extension et dans les ajouts que celle-ci apporte. Faisant état de l’accroissement de la difficulté du jeu et du succès en multijoueur de celui-ci, la critique raconte que « bien qu’il soit rare qu’une extension fasse revivre les joies apportées par le jeu original, Brood War prouve que ce n’est pas impossible » et conclut que l’extension vaut le coup.

### Critiques négatives
Le site internet de jeux vidéo Game Revolution décrit le système de jeu comme identique en tous points à celui de StarCraft et n’est pas convaincu par les nouvelles unités et ajoute que si les améliorations des unités sont correctes, « le scénario n’est pas terrible », décrivant la campagne solo comme un cheveu sur la soupe bien que l’histoire soit intéressante. Estimant que les améliorations apportées au mode multijoueur sont « non importantes », Game Revolution conclut que, bien que sympa, Brood War n’est qu'un jeu moyen.
Le site internet de jeux vidéo IGN, bien qu’élogieux, fait tout de même part de son inquiétude concernant la difficulté du jeu très supérieure à celle de StarCraft, regrettant que le joueur ait à peine le temps de s’habituer aux nouvelles unités que déjà l’ennemi arrive à pleine puissance.

## Postérité

### Impact
StarCraft et son extension Brood War sont particulièrement populaires en Corée du Sud où les meilleurs joueurs intègrent des équipes professionnelles sponsorisées par de grandes marques comme Samsung, SK Telecom ou Shinshan. Ils s’affrontent dans des compétitions dont les matchs sont diffusés sur trois chaînes de télévision,. La Corée du Sud comptait ainsi plus de 240 joueurs professionnels en 2006. Les meilleurs joueurs y deviennent des célébrités médiatiques. En 2006, le fan club de Lim Yo-Hwan (connu sous le pseudonyme « SlayerS_`BoxeR` »), compte par exemple plus de 600 000 membres. Cette célébrité leur permet de décrocher d’importants contrats publicitaires : en 2005, Lim Yo-Hwan et Lee Yun-Yeol (connus sous le pseudonyme « NaDa »), ont ainsi gagné plus de 200 000 dollars,,.
La Corée du Sud est très en avance au niveau des compétitions de sport électronique. En effet, à la fin des années 1990, les niveaux de revenus du Coréen moyen ne lui permettent pas de s’équiper en matériel informatique. C’est pour combler ce manque que naît le concept des PC bang, des cybercafés spécialisés dans les jeux vidéo et les jeux en ligne multijoueurs. Grâce aux succès de ces salles, la vente des jeux vidéo explose car les salles doivent équiper chaque ordinateur d’une copie de jeu. Ainsi, en 2001, Starcraft atteint les deux millions de copie vendues pour la seule Corée du Sud. Le succès du jeu serait dû au fait que les jeunes Coréens deviennent facilement obsédés par des activités ou des jeux qui testent leur capacité à penser et à réagir rapidement.

### Suites
Une suite du jeu original appelée StarCraft II: Wings of Liberty est annoncée en 2007 en Corée du Sud. Celle-ci est publiée par Blizzard Entertainment le 27 juillet 2010 et rencontre immédiatement un important succès commercial. Avec plus d’un million de copies vendues le premier jour, celui-ci devient le jeu de stratégie le plus rapidement écoulé de tous les temps. En un mois il se vend à plus de trois millions d’exemplaires et dépasse les 4,5 millions de copies vendues en 2010,. Fin 2012, le jeu dépasse les 6 millions de copies vendues dans le monde.
Le jeu bénéficie depuis le 12 mars 2013 d'une extension consacrée aux Zergs, intitulée Heart of the Swarm. Comme le jeu original, celle-ci est une belle réussite commerciale et se vend à 1,1 million d'exemplaires en deux jours. Blizzard a également annoncé la sortie d'une deuxième extension baptisée Legacy of the Void se focalisant sur l'histoire Protoss,.
Le 14 août 2017, Blizzard Entertainment sort une version mise à jour haute définition de StarCraft et de Starcraft : Brood War.

## Sources
- (en) Cet article est partiellement ou en totalité issu de l’article de Wikipédia en anglais intitulé « StarCraft: Brood War » (voir la liste des auteurs).